# Kisaura scicca
Kisaura scicca är en nattsländeart som först beskrevs av Malicky 1993.  Kisaura scicca ingår i släktet Kisaura och familjen stengömmenattsländor. Inga underarter finns listade i Catalogue of Life.